# Mestor (fils de Persée)
Pour les articles homonymes, voir Mestor.
Dans la mythologie grecque, Mestor (en grec ancien Μήστωρ  / Mèstôr), est l'un des fils de Persée et d'Andromède. Il est également le père d'Hippothoé, qu'il eut de Lysidice, fille de Pélops.

## Sources
- Pseudo-Apollodore, Bibliothèque [détail des éditions] [lire en ligne], II, 4, 5.